# مايك شميت (لاعب هوكي الجليد)
مايك شميت (بالألمانية: Mike Schmidt)‏ هو لاعب هوكي الجليد ألماني، ولد في 23 مايو 1961.

## وصلات خارجية
- مايك شميت على موقع EliteProspects.com (الإنجليزية)
- مايك شميت على موقع HockeyDB.com (الإنجليزية)
- مايك شميت على موقع أوليمبيديا (الإنجليزية)